# 瓦諾鎮區 (堪薩斯州夏延縣)
瓦諾鎮區（英語：Wano Township）為美國堪薩斯州夏延縣的鎮區。2010年美国人口普查中該鎮區人口有1,839人。

## 地理
瓦諾鎮區涵蓋面積937.17平方（361.84平方英里），境內設有一座城市：聖弗朗西斯（縣治）。

### 墓園
根據美國地質調查局的資料，此鎮區擁有8座墓園：
| - 伊曼紐爾墓園（Emanuel Cemetery） - 噶爾墓園（Gar Cemetery） - 霍普瓦利墓園（Hope Valley Cemetery） - 勞恩里奇墓園（Lawn Ridge Cemetery） | - 聖弗朗西斯墓園（Saint Francis Cemetery） - 聖保羅斯墓園（Saint Pauls Cemetery） - 塞勒姆墓園（Salem Cemetery） - 塞勒姆福音墓園（Salem Evangelical Cemetery） |

### 溪流
通過此鎮區的溪流有：
| - 切里溪（Cherry Creek） - 德魯里溪（Drury Creek） - 菲什溪（Fish Creek） | - 桑德溪（Sand Creek） - 斯普林溪（Spring Creek） - 斯普林溪西分支（West Fork Sand Creek） |

### 機場
- 夏延縣市立機場（英语：Cheyenne County Municipal Airport）
- 聖弗朗西斯市立機場（Saint Francis Municipal Airport）

## 人口統計
根據2010年美國人口普查，瓦諾鎮區人口有1,839人，住房1,011戶，人口密度為1.96人/每平方公里。此鎮區居民之種族有98.26%為白人；0.05%為非裔美洲人；0.16%為美洲原住民；0.92%為亞裔美洲人；0%為太平洋島民；0.38%為其他種族；另外有0.22%為混血種族。而西班牙裔或拉丁裔美洲人佔此鎮區人口的3.21%。

## 外部連結
- City-Data.com （页面存档备份，存于）